# Physiculus fedorovi
Physiculus fedorovi är en fiskart som beskrevs av Shcherbachev, 1993. Physiculus fedorovi ingår i släktet Physiculus och familjen Moridae. Inga underarter finns listade i Catalogue of Life.